# برنارد ادوارد فرگوسن، بارون بالانترا
برنارد ادوارد فرگوسن، بارون بالانترا (انگلیسی: Bernard Fergusson, Baron Ballantrae; ۶ مهٔ ۱۹۱۱ – ۲۸ نوامبر ۱۹۸۰) سیاست‌مدار اهل بریتانیا بود. وی همچنین برندهٔ جوایزی همچون نشان امپراتوری بریتانیا شده‌است.